# نیوبری کراس‌رودز (آلاباما)
نیوبری کراس‌رودز (به انگلیسی: Newberry Crossroads) یک منطقهٔ مسکونی در ایالات متحده آمریکا است که در شهرستان چروکی، آلاباما واقع شده‌است. نیوبری کراس‌رودز ۱۷۷٫۰۹ متر بالاتر از سطح دریا واقع شده‌است.